# Chiesa di San Bartolomeo Apostolo (Boves)
La chiesa di San Bartolomeo Apostolo è la parrocchiale di Boves, in provincia di Cuneo e diocesi di Cuneo-Fossano; fa parte della zona pastorale della Valle Colla.

## Storia
La prima citazione di una cappella a Boves, dipendente dalla pieve di Cuneo, risale al 1375 ed è contenuta nel Registrum ecclesiarum diocesis Astensis.
Nella seconda metà del XVII secolo questo edificio si rivelò insufficiente a soddisfare le esigenze dei fedeli e, così, nel 1669 l'amministrazione comunale deliberò di costruire una nuova chiesa di maggiori dimensioni; il 19 febbraio del medesimo anno il pievano Luigi Gaffodio pose la prima pietra su delega del vescovo di Mondovì Domenico Truchi.
La struttura, una volta terminata, fu consacrata il 15 marzo 1675 dal già citato vescovo Truchi; nel 1819 si provvide ad aprire le porte laterali della facciata, mentre l'intero prospetto venne decorato nel 1875.
Il campanile fu interessato da tre interventi di restauro nel 1984, nel 1999 e nel 2006.
L'adeguamento liturgico realizzato nel 1988 ha previsto la mensa rivolta al popolo in noce, posta al centro del presbiterio. L'ambone ha forma di leggio, simile ad un libro aperto, e riporta la scritta "Io sono Via Verità Vita".

## Descrizione

### Esterno
La facciata a salienti della chiesa, rivolta a nordovest e suddivisa da una cornice marcapiano modanata in due registri, entrambi scanditi da semicolonne, presenta in quello inferiore i tre portali d'ingresso architravati e due finestre, mentre in quello superiore, affiancato da volute abbellite dalle statue dei santi Antonio di Padova e Giusta, un affresco raffigurante San Bartolomeo Apostolo battezza il re d'Armenia, eseguito da Andrea Vinaj; a coronare il prospetto vi è il timpano triangolare detellato e decorato dall'occhio di Dio.
Annesso alla parrocchiale è il campanile a pianta quadrata, rifatto nel 1870 sulla base dell'antica torre del ricetto; la cella presenta su ogni lato una monofora, affiancata da lesene, ed è coperta dalla cupola a base circolare.

### Interno
L'interno dell'edificio si compone di tre navate, separate da pilastri abbelliti da lesene e sorreggenti archi a tutto sesto, sopra i quali corre la trabeazione su cui si imposta la volta a crociera; al termine dell'aula si sviluppa il presbiterio
Qui sono conservate diverse opere di pregio, tra le quali il marmoreo altare maggiore, la statua con soggetto San Bartolomeo, i due busti ritraenti i Santi Pietro e Paolo, e le tele raffiguranti la Sacra Cena, il Trionfo della Chiesa, Gesù tra i poveri, la Missione degli Apostoli e il Discorso della Montagna, eseguite da Andrea Vinaj nel XIX secolo.